# 马来纪年
《马来纪年》（爪夷文：سجاره ملايو），原名《诸王起源》，又译《王族系谱》（爪夷文：سلالة السلاطين），該書是著名的古马来文献，它的作者，一說是柔佛攝政王拉惹蓬蘇（Raja Bongsu），另有說是柔佛宰相敦室利蘭能（Tun Sri Lanang）於公元1612年5月13日（星期四），即伊斯蘭曆1021年賴比爾·敖外魯月14日開始，與來自果阿的奧朗加耶梳哥（Orang Kaya Sogoh）奉命編修。大部分內容在柔佛編輯，並在敦室利蘭能被囚於亞齊期間完成。一說是1535年前後，滿剌加一位廷臣所編，敦室利蘭能只是整理編次。
書中內容敘述關於馬六甲蘇丹國（即滿剌加王朝）的族譜和歷代蘇丹世系的傳說；馬六甲蘇丹國的成立、盛衰以及與鄰國的關係；伊斯蘭教在馬六甲地區的傳播的歷史；以及馬六甲王朝的行政層級以及其繼後的國家的歷史，涵蓋600多年的歷史。其中包含着摘录自其它马来文献的段落，是代表马来民族文化思想的著作，大凡学习马来语言和文化的读者必须阅读之。在史學角度而言，此書的內容有神話、傳說、史實，真偽混雜，但畢竟是馬來文獻中僅有的史書，引用之前須先予以嚴加考訂。此外，《馬來紀年》有很高的文學性，是馬來古典文學的典範，對後世文學發展有很大影響。此书有英文、法文和中文等語言的翻译本。
2001年《马来纪年》被联合国教科文组织列入世界记忆名录。

## 書名

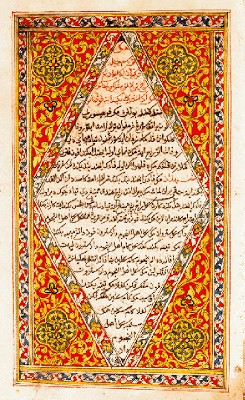
爪夷文马来记年封面

這本書的本名是《诸王起源》（Sulalatus Salatin），一譯《王族系谱》。英國人萊佛士在他的18號抄本中，把這本書改称为《馬來紀年》（Malay Annals），這是第一個英文譯名。後來在1979年左右，阿都沙馬阿末（Abdul Samad Ahmad）編譯版本用了「Sejarah Melayu」這個馬來文書名，日後一些版本也沿用Sejarah Melayu。Sejarah在馬來文是歷史的意思。而中文马来纪年中「纪年」一詞就源自英文Annals一詞。但因內容有神話、傳說、史實，疑信相參，所以有些中文譯本譯作「馬來由史話」甚至「馬來傳奇」。

## 抄本書寫
《马来纪年》的手稿原本以古典馬來文的舊爪夷文字體在傳統的紙張撰寫。以下證明了16世紀時使用紙張的可能性：抄本提到滿者伯夷君主形容那些包裝「薄如紙」。漢那丁的故事中也提到，到印度訂購布匹，花紋圖案畫在紙上。這表明，在馬來社會已確實在生活中使用紙張作為書寫工具。

## 版本
《马来纪年》流傳的版本很多，有至少29個版本和手稿散落在各地：10個在倫敦、1個在曼徹斯特、11個在萊頓、1個在阿姆斯特丹、5個在雅加達、1個在聖彼得堡。重要的有萊佛士所藏的手抄本（分上下两卷，三十一章），和由威廉·希勒別（William Girdlestone Shellabear）所藏的手抄本（分上下兩卷，三十四章，後附續篇四章）在1924年以拉丁化馬來文出版。學者許雲樵認為兩個版本大同小異，只不過是傳抄或改竄的結果。
爪夷文
- 1831年文西阿都拉（Munshi Abdullah bin Abdulkadir）編，新加坡教会印刷局
- Datuk Madjoindo，1959，雅加達[8]

中译本
- 新加坡学者许云樵译注，初版由南洋商报于1954年出版。此后绝版。许云樵乃与1966年将初版重新校订，大幅增加注解，并附他的几篇关于马来亚历史的文章，编成二十四万言的译作，由东南亚研究所出版。另有新加坡青年書局出版。
- 黄元煥（曾任广州外语外贸大学副教授）的新中譯本，2005年馬來西亞吉隆坡的學林書局出版。[9]

英译本
- John Leydon  Malay Annals 1821 （页面存档备份，存于）
- W.G.Shellabear　1896
- Richard Olaf Winstedt　1938
- C.C.Brown　1952
- Sir Thomas Raffles  2012

法译本
- Edouard Dulaurier　1849 （页面存档备份，存于）
- Marcel Devic  1884

## 篇目
該書的篇目如下：
- 上卷十六章，包括芦眉（Rum）王朝世系、三王子和旧港、吉宁公主、满者伯夷、波帅（按：即蘇木都剌國或巴賽（Pasai））王、信砢补罗（今新加坡）、暹罗侵略满剌加、中国和满剌加邦交等。
- 下卷十五章，包括望加锡传略、清真教义、波帅政变、阿鲁国（Aru）、彭亨王、满剌加的覆亡等。

以下各項，依據1966新加坡青年書局出版的許雲樵譯注《馬來紀年》而成。
上卷
- 引端

1. 蘆眉王朝世系
2. 三王子降臨舊港的故事
3. 聖尼羅鬱多摩的創建獅城
4. 吉寧公主獅城和親
5. 滿者伯夷的毗多羅(Betara，即君主)傳
6. 力士峇堂奇遇記
7. 波帥王傳
8. 波帥王蒙塵記
9. 三摩陀羅的蘇丹摩栗阿兒曼蘇兒傳
10. 信訶補羅的覆亡
11. 滿剌加王國的締造
12. 外戚之禍
13. 暹羅侵略滿剌加
14. 滿者伯夷公主招親
15. 中國和滿剌加的親善邦交
16. 杭迦斯頭利(按：即漢卡斯都里[Hang Kasturi])的故事

下卷
1. 望加錫傳
2. 清真教義的論辯
3. 占婆羅闍傳
4. 波帥政變記
5. 羅定加郎傳
6. 阿魯國傳
7. 彭亨王受懲記
8. 寵臣列傳
9. 敕選首相和賴婚搶親
10. 蘇丹向素山仙子(按：即金山公主)求婚
11. 杭那亭(按：即漢那丁[Hang Nadim])買布辱命記
12. 彭亨王失妃記
13. 王弟遇刺記
14. 滿剌加與六坤大泥佛朗機
15. 滿剌加淪亡前後

## 內容

### 追溯馬六甲王朝起源
馬來紀年提到，一位室利佛逝王子統治巨港，他的尊號是斯里．瑪哈拉惹．桑．烏達瑪．拜里米蘇拉．巴達拉．斯里．特里．布阿那（Sri Maharaja Sang Utama Parameswara Batara Sri Tri Buana，又稱聖尼羅鬱多摩）。他建立和定義了馬來統治者及其臣民應該存在的法律關係。
民丹（Bentan）的女王萬斯里本妮恩（Wan Sri Benian） 後來收養了聖尼羅鬱多摩。桑尼拉烏達瑪。在民丹寄居期間，為了建立城市，他探索了鄰近的淡馬錫島（今新加坡）。他的後裔也成為淡馬錫的國王。淡馬錫的最後一個國王是拜里米蘇拉。他把淡馬錫亡給滿者伯夷以後，把她的妾判刑，把她的珠寶服裝脫下示眾。她的父親，桑拉汝那他帕（Sang Rajuna Tapa），是淡馬錫大臣之一。他和他的家族變節，把拜里米蘇拉逐出，為滿者伯夷成功入侵淡馬錫開路。於是拜里米蘇拉北上逃亡，創立馬六甲王朝，引進宮廷儀式，法律和法規，成為馬六甲管治的基礎。

### 依斯干達．左勒蓋爾奈英
馬來紀年首篇提到馬來王族的始祖为依斯干達．左勒蓋爾奈英（Iskandar Dzulkarnain/ Dhul-Qarnayn）。穆斯林認為依斯干達．左勒蓋爾奈英是古蘭經中提到征服小亞細亞的偉大征服者左勒蓋爾奈英（古蘭經第18章83節）。依斯干達．左勒蓋爾奈英現已確定亞歷山大大帝或居魯士大帝。

### 漢都亞、漢惹拔和漢卡斯都里
據漢都亞傳，漢都亞跟漢惹拔對抗並殺死。可是根據馬來紀年是漢卡斯都里而不是漢都亞殺死漢惹拔。然而，由A沙馬阿末修訂的馬來紀年提到漢都亞打漢惹拔，而不是漢卡斯都里。

### 漢那丁
據馬來紀年的記載，當時新加坡沿岸村莊遭受一群劍魚惡意攻擊。新加坡統治者的聽從了一位特別精明的男孩漢那丁（Hang Nadim）的意見﹐用香蕉莖在沿岸建了一個屏障，當劍魚從水域飛躍要攻擊時，成功地困住牠們的口鼻。在阿都沙馬阿末（A. Samad Ahmad）的馬來紀年修訂版，男孩沒有名字。

### 葡萄牙征服馬六甲
據馬來紀年的記載，馬六甲蘇丹阿末沙在位期間，葡萄牙軍隊在阿方索·德·阿爾布克爾克的帶領下，展開了第二次攻擊，第一次由宰相敦墨太修擊退。第一天對城市的攻擊非常龐大，第二次，馬六甲淪陷於葡萄牙人。然而根據葡萄牙人的紀錄，1511年7月25日（即聖詹姆士日）起阿爾布克爾克襲擊馬六甲，戰鬥持續了15天，8月15日馬六甲陷落。此外，葡萄牙的文獻，特別是阿爾布克爾克的兒子寫的提到，在馬六甲統帥蘇丹阿末沙，戰死在戰場上。然而在馬來紀年，他在戰鬥中倖存下來，撤退到一個更安全的地方，由他的父親殺掉他。

### 巴賽和馬六甲的關係
馬來紀年反映了馬來群島島嶼間的連繫。有關伊斯蘭教在巴賽的故事，提供了早期伊斯蘭教在馬來腹地傳播的概述。然後提到馬六甲拉惹跟巴賽拉惹女兒通婚的故事，標誌著伊斯蘭教傳到馬六甲。巴賽和馬六甲的關係得以持續，當馬六甲蘇丹協助平息巴賽的叛亂。鄭和的助手馬歡提到，如語言，儀式以及出生、結婚和死亡的傳統習俗，巴賽和馬六甲社會是一樣的。

## 馬來紀年的重要性
馬來紀年是重要的，因為它提供了馬來政府和統治者的習俗、政令和歷史的資料。

## 外部連結
學林書局─《马来纪年》（Sejarah Melayu ） （页面存档备份，存于）
青年書局─《马来纪年》